# Hansol Korea Open 2005
L'Hansol Korea Open 2005 è stato un torneo di tennis giocato sul cemento. È stata la 2ª edizione del Hansol Korea Open, che fa parte della categoria Tier IV nell'ambito del WTA Tour 2005. Si è giocato al Seoul Olympic Park Tennis Center di Seul in Corea del Sud, dal 26 settembre al 2 ottobre 2005.

## Campionesse

### Singolare
Nicole Vaidišová ha battuto in finale  Jelena Janković con il punteggio di 7–5, 6–3

### Doppio
Chan Yung-jan /  Chuang Chia-jung hanno battuto in finale  Jill Craybas /  Natalie Grandin con il punteggio di 6–2, 6–4